# Phalaborwa

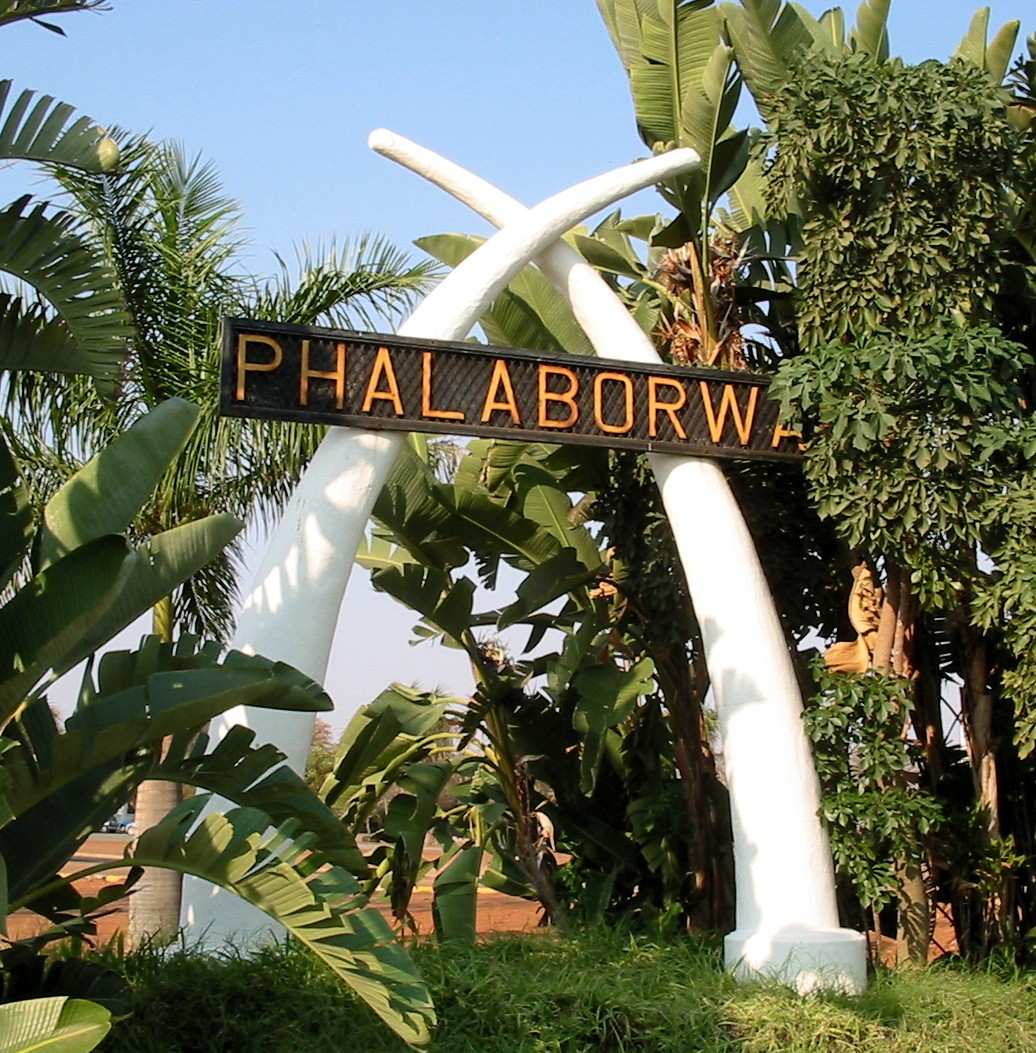

Phalaborwa is een plaats in de Zuid-Afrikaanse provincie Limpopo.
De gemeente Phalaborwa telt ongeveer 150.000 inwoners en ligt nabij het Kruger Nationaal Park. Ten zuiden van Phalaborwa stroomt de Olifantsrivier.

## Mijnbouw
De eerste commerciële mijn, de Kopermijn Guide, werd in 1904 in gebruik gesteld maar logistieke problemen hebben de tot stilstand gedwongen. In 1938 werd met een vermiculietmijn begonnen maar de grote sprong werd gemaakt in 1951 toen Foskor (de Fosfaat-Ontwikkelingskorporasie) werd opgericht om fosfaat te exploiteren voor de productie van kunstmest. De farm Laaste werd daarbij gekocht als nederzetting voor de mijnwerkers. Het dorp is in 1957 opgericht en is daarmee een van de jongste dorpen in Zuid-Afrika.
De mijnen van Phalaborwa exploiteren mineralen zoals fosfaat, koper, vermiculiet en ijzer uit het erts dat in de vulkanische pijp aangetroffen wordt. De oppervlakte van deze pijp beslaat 20 km². Er is een reusachtige dagbouwmijn met een oppervlakte van 1,5 bij 2,5 km, die zo diep is dat het hoogste kantoorgebouw van Johannesburg er niet boven zou uitsteken als ze onder in de open mijn stond.

## Toerisme
Toerisme en wilde dieren spelen een prominente rol in het leven van deze stad. Phalaborwa is de enige stad in Zuid-Afrika die aan het Kruger Nationaal Park grenst. Met de integratie van verschillende private wildreservaten in het beschermde natuurgebied, is Phalaborwa bijna omsloten door de natuurgebieden. De Hans Merensky Golf Estate is gelegen aan de rand van de stad.
Nabijgelegen natuurlijke attracties zijn Blyderivierspoort (Blyde River Canyon), de Rondavels, God's Window en Bourke Luck's Potholes. De Tzaneen-fruitboerderijen en Hoedspruit-wildboerderijen kunnen allemaal worden bezocht binnen één dag.